# Apocalipsis de Moisés

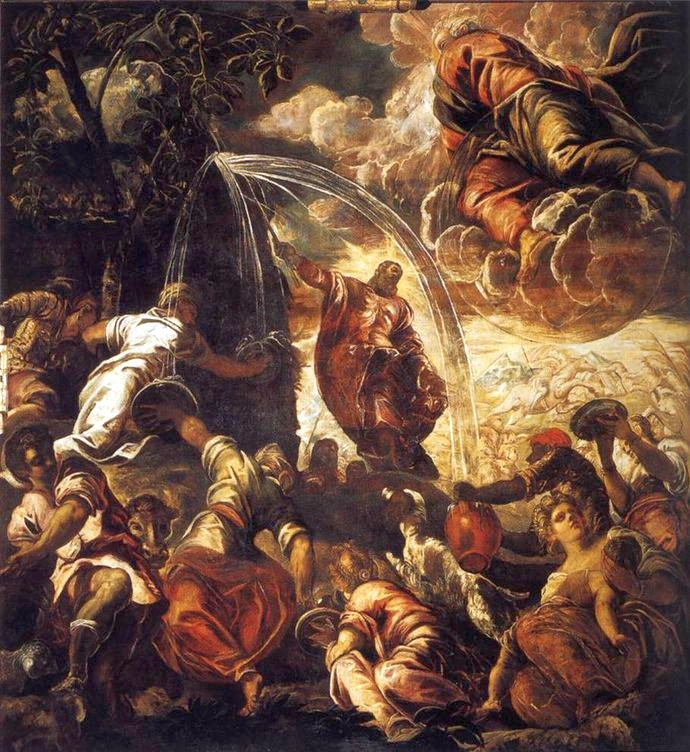
Tras golpearla con su vara, Moisés hace manar agua de la roca (cuadro de Tintoretto, Scuola di San Rocco, Venecia).

El Apocalipsis de Moisés o Revelación de Moisés es escritura apócrifa.
El contenido del libro es muy similar al del libro La vida de Adán y Eva.  Cuenta la vida de Adán, Eva y Set, y narra eventos antes de la muerte de Adán. Durante la narración, Adán, moribundo, le pide a Eva que les cuente la historia de la caída a sus hijos y nietos. Toma la palabra y cuenta su versión de la historia, utilizando frases del texto canónico, pero ampliándolo y mostrando otra perspectiva. El texto parece provenir del medio cristiano, como se desprende de la referencia a temas de esta corriente religiosa. Sin embargo, parece prudente considerar que se basa en un original semítico más antiguo.
Aunque la palabra apocalipsis ha visto su significado original distorsionado a lo largo de los siglos, en su origen significa ‘revelación’, y no ‘fin de los tiempos’. El Apocalipsis de Moisés relata la vida de Adán y Eva hasta la muerte de Adán, cuando el paraíso es tomado por cuatro arcángeles: Miguel, Gabriel, Uriel y Rafael, en analogía a los cuatro jinetes conocidos del apocalipsis; sin embargo, en este libro apócrifo no se produce el fin del mundo.